# Cerodontha nigricornis
Cerodontha nigricornis este o specie de muște din genul Cerodontha, familia Agromyzidae, descrisă de Becker în anul 1919.
Este endemică în Ecuador. Conform Catalogue of Life specia Cerodontha nigricornis nu are subspecii cunoscute.